# 科比拉山
48°2′12″N 24°5′38″E / 48.03667°N 24.09389°E

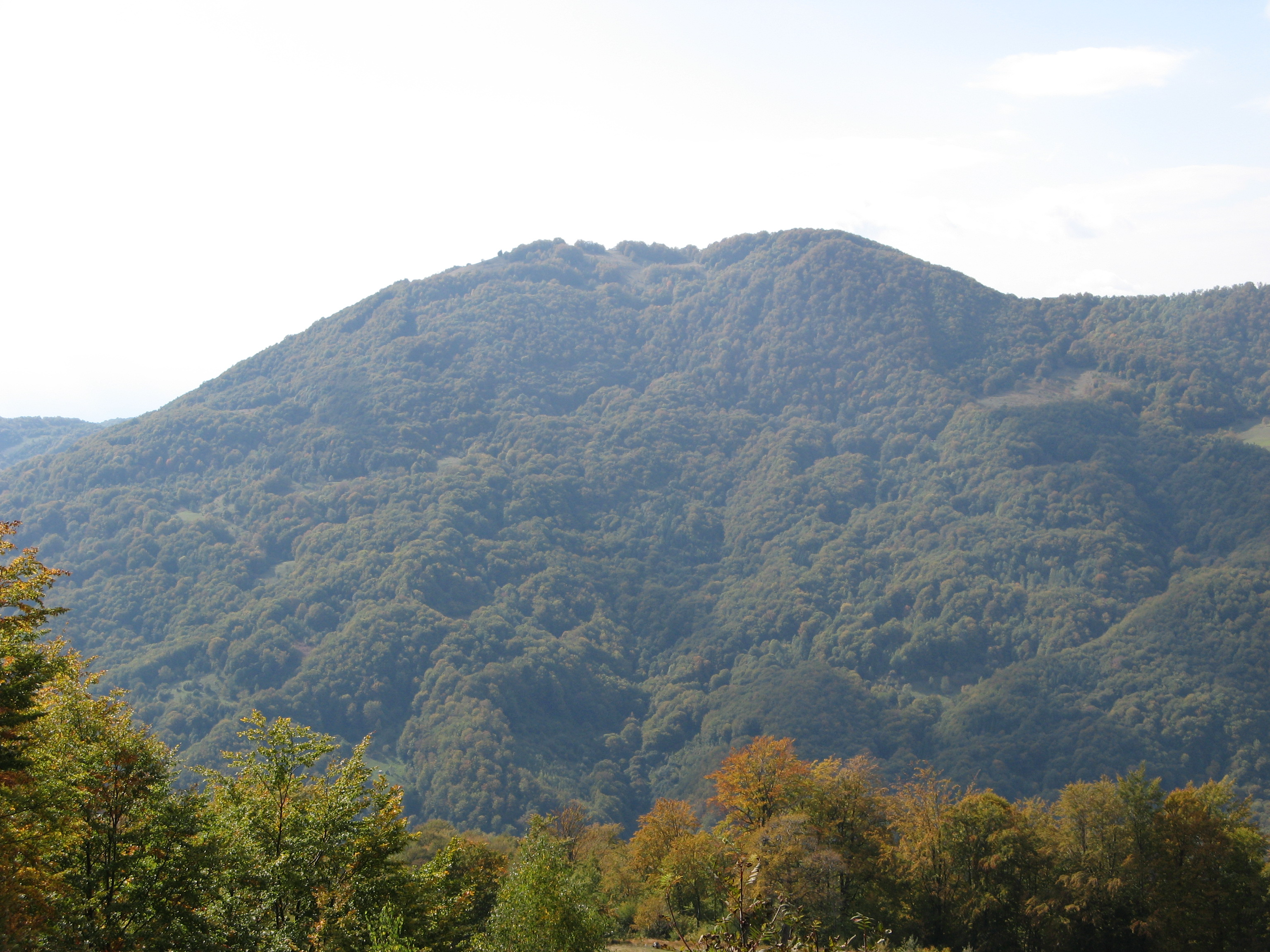

科比拉山（羅馬化：Kobyla）是烏克蘭的山峰，位於該國西部外喀爾巴阡州，處於拉希夫區，屬於烏克蘭喀爾巴阡山脈中斯維多韋茨山脈的一部分，海拔高度1,177米。